# Cavaraella micraspis
Cavaraella micraspis är en svampart som först beskrevs av Berk. & M.A. Curtis, och fick sitt nu gällande namn av Speg. 1924. Cavaraella micraspis ingår i släktet Cavaraella, ordningen Rhytismatales, klassen Leotiomycetes, divisionen sporsäcksvampar och riket svampar.   Inga underarter finns listade i Catalogue of Life.